# Hans Wilhelm Jürgens

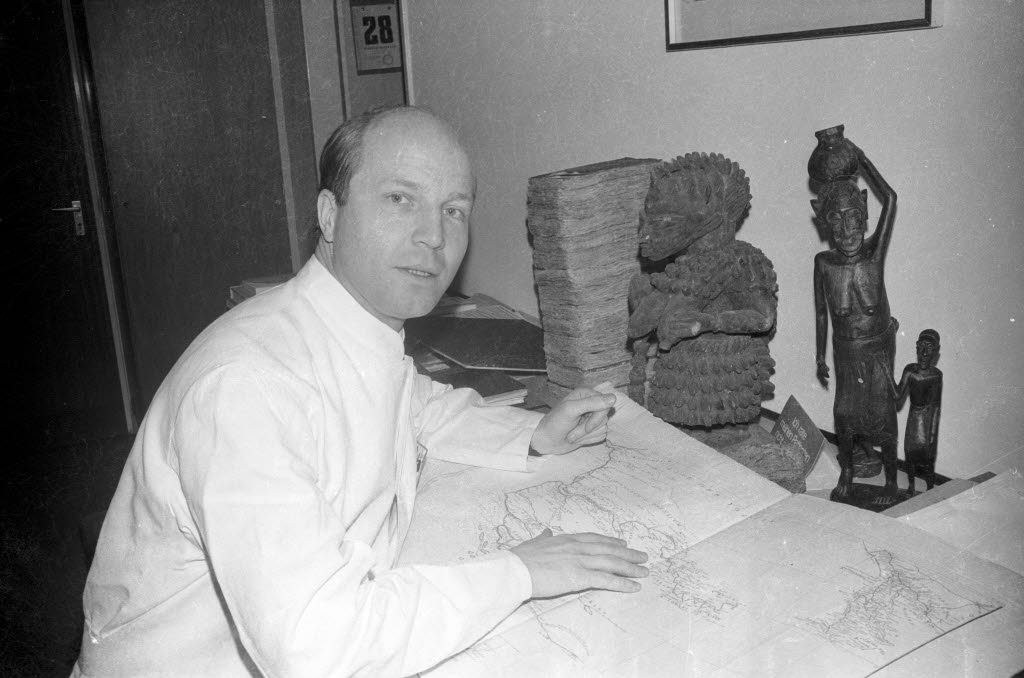
Hans Wilhelm Jürgens (1973)

Hans Wilhelm Jürgens (* 29. Juni 1932 in Wolfenbüttel) ist ein deutscher Anthropologe. Er war der erste Direktor des Bundesinstituts für Bevölkerungsforschung in Wiesbaden und Professor am Anthropologischen Institut der Christian-Albrechts-Universität zu Kiel.

## Leben
Hans W. Jürgens, Sohn von Ilse Jürgens, geborene Roloff, und des promovierten Juristen Hans Jürgens, studierte Anthropologie und Landwirtschaftliche Betriebslehre. Er wurde 1957 von der Philosophischen Fakultät zum Dr. rer. nat. und 1959 von der Landwirtschaftlichen Fakultät der Universität Kiel zum Dr. agr. promoviert und habilitierte sich ebendort 1960 mit der Schrift Asozialität als biologisches und sozialbiologisches Problem. Jürgens war Schüler von Johann Schaeuble und Gerhard Mackenroth. Seine Lehrtätigkeit begann er 1960 in Kiel und Afrika.
Hier bot er lange Zeit ein „Interdisziplinäres Lehrfach für Bevölkerungswissenschaft“ (für fortgeschrittene Studenten aller Fakultäten) an, wie aus den Kieler Vorlesungsverzeichnissen zu entnehmen ist (z. B. Wintersemester 1973/74).
Er wurde 1974 vom damaligen Innenminister Hans-Dietrich Genscher zum Direktor des Bundesinstituts für Bevölkerungsforschung (BiB) in Wiesbaden ernannt und war in dieser Funktion bis 1979 tätig. Dann kehrte er nach Kiel zurück und lehrte dort bis zu seiner Emeritierung 1997 als Professor am Anthropologischen Institut der Universität Kiel, dessen Direktor er auch war. Er war unter anderem Mitglied der Deutschen Afrika-Gesellschaft in Bonn, deren Präsidentschaft er ab 1970 innehatte. Er war zudem als Honorarprofessor an der Universität Mainz tätig, Rotarier und lebte in Kiel-Schulensee.
Im Jahr 1968 erhielt er die nach Friedrich Herig benannte Herig-Medaille (geschaffen von Karl Goetz, München) des Instituts für Griff-Forschung in Rechtenstein an der Donau.
Jürgens war Herausgeber der Zeitschriften Zeitschrift für Morphologie und Anthropologie und Mankind Quarterly (Washington D.C.)
Für das 1986 eingestellte zweite Strafverfahren gegen zwei ehemalige Mitarbeiter der 1936 gegründeten Rassenhygienischen Forschungsstelle (RHF), nämlich Adolf Würth und Sophie Ehrhardt, trat Jürgens als entlastender Gutachter auf.
Jürgens beschrieb den demographischen Wandel, aufbauend auf Modellen von Frank W. Notestein und Gerhard Mackenroth, als Modell in vier Phasen. Seinem Modell zufolge nimmt, beginnend von einem Gleichgewichtszustand mit hohen Geburten- und Sterberaten (erste Phase), zunächst nur die Sterberate deutlich ab (zweite Phase), anschließend sinkt die Sterberate nur noch geringfügig und eine Geburtenkontrolle setzt ein (dritte Phase) und schließlich wird ein erneuter Gleichgewichtszustand mit geringen Geburten- und Sterberaten erreicht.
In der Studie Sexualproportion und Heiratsmarkt stellte er, zusammen mit der Demographin Katharina Pohl, einen Männerüberschuss in Deutschland fest und prognostizierte Hunderttausenden Männern keine Chance auf eine Heirat.
Jürgens war evangelisch, geschieden und hatte einen Sohn Martin.

## Rezeption
Jürgens wird der Vorwurf gemacht, er stehe in der Tradition des Nationalsozialismus. Demgegenüber steht seine jahrzehntelange untadelige Reputation an seiner Alma Mater.
Die Schrift Jürgens, ein Repräsentant bundesdeutscher Bevölkerungswissenschaft wird als kennzeichnend für die Frage der Kontinuität des BiB mit der Zeit des Nationalsozialismus zitiert.
Hans Wilhelm Jürgens, Rainer Knußmann und Hubert Walter, die gemeinsam mit Peter Emil Becker am Handbuch der Humangenetik mitarbeiteten, werden als „in die wissenschaftliche Kontinuität ihrer älteren Mentoren aus dem Dritten Reich eingebunden“ beschrieben. Jürgens wird zugleich als „eugenischer Anthropologe“ bezeichnet.
Hansjörg Gutberger, Autor und wissenschaftlicher Mitarbeiter am Institut für Wirtschafts- und Sozialgeschichte der Universität Wien, stellt distanzierend fest, dass Jürgens „eine (seiner eigenen Vorstellung zufolge) auf ‘Sozialtypen’ und die Identifizierung von ‘Asozialen’ ausgerichtete Soziologie innerhalb der Bevölkerungswissenschaft betrieben haben will“ (Hervorhebungen im Original). Jürgens gehörte zu denjenigen Anthropologen, die Differenzierungen in „biologische Sozialtypen“ konstruierten, und dies vorwiegend zwischen unterschiedlichen sozialen Milieus innerhalb der eigenen Gesellschaft.

## Schriften (Auswahl)
- Über die Beziehungen zwischen Kinderzahl, sozialer Schicht und Schulleistung bei Volksschülern der Stadt Kiel. Kiel 1957 (Dissertationsschrift, Philosophische Fakultät)
- Ein Beitrag zur Frage der geographischen und sozialen Mobilität bei der Abwanderung vom Lande: Dargest. an Handwerkerfamilien der Stadt Kiel. Kiel 1959 (Dissertationsschrift, Landwirtschaftliche Fakultät)
- Asozialität als biologisches und sozialbiologisches Problem. Enke, Stuttgart 1961 (auch Habilitationsschrift, 1960)
- Familiengröße und Bildungsweg. 1964.
- mit Christian Vogel: Typenkunde beim Menschen. 1964.
- Beiträge zur menschlichen Typenkunde. Enke, Stuttgart 1965 (mit Christian Vogel)
- Beiträge zur Binnenwanderung in Liberia. 1965.
- Untersuchungen zur Binnenwanderung in Tanzania. 1968.
- Partnerwahl und Ehe. 1973.
- The Face of Africa. 1975.
- mit Katharina Pohl: Kinderzahl – Wunsch und Wirklichkeit. Deutsche Verlags-Anstalt, Stuttgart 1975.
- Der Einfluss des Elternhauses auf den Bildungsweg der Kinder: Ergebnisse einer Längsschnitt-Untersuchung. Kohlhammer, Stuttgart / Berlin / Köln / Mainz 1977 (mit Wolfgang Lengsfeld)